# Lanascalidae
Lanascalidae屬於海洋腹足綱軟體動物的分類單元，此科的生物均已滅絕。

## 分類
根據2005年的《布歇特和洛克羅伊的腹足類分類》，本科原是新進腹足類吸螺類支序蟹守螺總科之下的一個只有化石物種的海螺科，並沒有亞科。但從2018年開始，根據2017年《布歇特等人的腹足類分類》，本科被移往古腹足總目之下新成立的陀螺目，屬於陀螺總科（Seguenzioidea）15個科之一。

### 屬
本科之下就只有一個只有化石種的屬：
- † Lanascala Bandel, 1992[5]
  - † Lanascala cassiana Bandel, 1992：本科唯一一個物種。